# Олівія Ньютон-Джон
Олівія Ньютон-Джон (26 вересня 1948 , Кембридж  — 8 серпня 2022 , Санта-Йнез-Велліd, Каліфорнія ) — англійська й австралійська співачка, музикантка, композиторка та акторка. Лавреатка премії «Греммі», номінантка премії «Золотий глобус».

## Біографія та кар'єра
1954 року батьки Олівії іммігрували до Австралії. А 1960 року Олівія розпочала свою кар'єру в шоу-бізнесі перемогою у локальному конкурсі (організатори його шукали дівчину, яка була б схожа на Хейлі Міллс). Незабаром Олівія разом зі шкільними подругами створила гурт «The Soul Four». Попри те, що кар'єра гурту виявилась дуже короткою, Олівія, яка дуже сподобалась відвідувачам кав'ярні, де вона виконувала сольні виступи, потрапила на телебачення на конкурс молодих талантів. Олівія перемогла у ньому, а нагородою були канікули в Лондоні.
1965 року молода співачка вирушила до рідної Британії і вже 1966 року в дуеті з Пет Керролл записала для фірми «Decca» свій дебютний сингл «Till You Say You'll Be Mine». Трохи пізніше Олівія зв'язалась зі створеним магнатом поп-музики Доном Кіршнером гуртом «Toomorrow», який мав заповнити нішу на музичному ринку, що утворилася після розпаду The Monkees. Ця формація взяла участь у запису звукової доріжки одного з фільмів, а також 1970 року запропонувала сингл «І Could Never Live Without Your Love». Продюсував цю роботу колишній учасник гурту The Shadows Брюс Велч, з яким у Олівії виник роман.
Після завершення короткого існування «Toomorrow» співачка почала співпрацювати з Кліфом Річардом та «The Shadows». Це принесло їй роль у фільмі поряд з Річардом, спільне турне, під час якого вона виступала як спеціально запрошена гостя, а також брала участь як комедійна акторка у телевізійній програмі «BBC» «It's Cliff!». Це дуже допомогло гарному продажу дебютного альбому співачки, завдяки чому вона розпочала сольну кар'єру, час від часу з'являючись у британському чарті. Першим хітом став твір з репертуару Боба Ділана «If Not For You», який 1971 року потрапив до британського Тор-10. Дуже типовими для обраного стилю співачки були такі сингли: «Take Me Home, Country Roads» Джона Денвера, «Banks Of The Ohio» та «Let Me Be There». Останній з цих творів, що був записаний 1973 року і підтриманий участю в американській програмі «The Dean Martin Show», приніс співачці високе місце в американському кантрі-чарті, а також нагороду «Grammy» як найкращій кантрі-співачці.
Після не дуже вдалого виступу на конкурсі «Євробачення 1974», 1975 року Олівія оселилась у США, де здобула славу в першу чергу як виконавиця музики кантрі. Незабаром вона поновила свої позиції і на поп-ринку, записавши хіт номер один «І Honesty Love You». Продюсером цього запису був також колишній учасник гурту «The Shadows» Джон Фаррар, який взяв на себе цю роль після розірвання зв'язку між Олівією і Брюсом. Також співачці принесли успіх роботи у дуеті з іншими артистами, а серед найпопулярніших була роль разом з Джоном Траволтою у фільмі «Grease», знятому в 1978 році. Виконаний разом з ним у цьому фільмі твір «You're The One That I Want» став найбільшим британським хітом в історії і тримався на вершині чарту майже дев'ять тижнів.
Виданий у 1978 року твір «Summer Nights», що теж походив зі звукової доріжки «Grease», також опинився на першому місці чарту. Іншим великим хітом була композиція «Xanadu», що походила з однойменного фільму 1980 року і була записана у співпраці з Electric Light Orchestra. Проте чергова спільна робота Олівії та Джона Траволти у стрічці «Two Of The Kind» 1983 року вже не принесла подібного успіху. Не дуже добре продавався записаний ще 1980 року в дуеті з Енді Гіббом сингл «І Can't Help It». Записуючи сингл «Physical» (1981) та альбом «Soul Kiss» (1984), співачка обрала суворіший імідж, який змінив попередні теплоту та чарівність.
Наприкінці 1980-х та на початку 1990-х років артистка більшість свого часу проводила в Австралії, де разом з Пет Сарролл-Фаррол створила фірму з виробництва одягу «Blue Koala». Після появи альбому «The Rumour» Олівія уклала угоду з фірмою «Geffen», для якої записала збірку пісень та віршів для дітей «Warm & Tender». Незабаром артистку було нагороджено «Орденом Британської імперії», а також у цей же період вона одружилась з актором і танцюристом Меттом Летенді. До того ж виконала романтичний саундтрек до діснеївського  мультфільму «Русалонька». Далі кар'єра співачки розвивалася повільно, аж поки 1992 року вона не повідомила, що мусить пройти хіміотерапію, щоб виявити рак молочної залози. Проте наступні повідомлення були досить оптимістичними і свідчили, що Олівія одужує у своєму маєтку і, врешті, ще здивує своїх прихильників новими записами.
У 1996 році її супутником життя стає оператор Патрік МакДермот, який пропав безвісти, рибалячи біля берегів Каліфорнії в 2005 році.
У 2000 році Олівії Ньютон-Джон була довірена честь відкривати Олімпійські ігри в Сіднеї. Вона пробігла з олімпійським смолоскипом заключний етап естафети і в дуеті з Джоном Фарнем виконала на церемонії відкриття ігор пісню «Dare to Dream».
У 2013 році, в американському штаті Флорида, в будинку Олівії Ньютон-Джон, було виявлено тіло невідомого чоловіка. Ньютон-Джон та її чоловіка Джона Істерлінга в момент виявлення тіла не було вдома. Невідомий був убитий з вогнепальної зброї. Вбитий не був місцевим жителем, знайомим або родичем Ньютон-Джон.
У травні 2017 року Ньютон-Джон оголосила, що у неї діагностували рак молочної залози, який дав метастази у хребті. Це було вже третє повернення хвороби. У акторки вперше виявили рак молочної залози в 1992 році, другий рецидив трапився у 2013 році. 
8 серпня 2022 року Олівія Ньютон-Джон померла у 73-річному віці, на своєму ранчо в Південній Каліфорнії.

## Дискографія
- 1971: Olivia Newton-John
- 1972: If Not For You
- 1972: Olivia
- 1973: Let Me Be There
- 1974: Music Makes My Day
- 1974: If You Love Me Let Me Know
- 1974: First Impressions
- 1974: Long Live Love
- 1975: Have You Never Been Mellow
- 1975: Clearly Love
- 1976: Come On Over
- 1976: Don't Stop Believin'
- 1977: Making A Good Thing Better
- 1977: Greatest Hits Vol.1
- 1978: Grease
- 1978: Totalla Hot
- 1978: Greatest Hits I

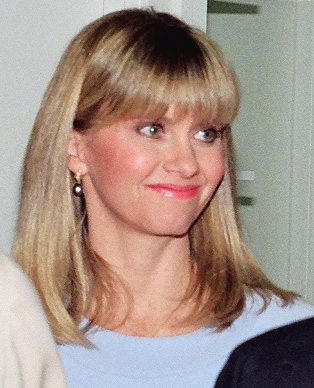
1988 р.

- 1980: Xanadu (разом з Electric Light Orchestra)
- 1981: Physical
- 1982: Greatest Hits Vol.2
- 1982: 20 Greatest Hits
- 1983: Two Of The Kind
- 1985: Soul Kiss
- 1988: The Rumour
- 1990: Warm & Tender
- 1992: Twin Best Now
- 1992: Back To Basics — The Essential Collection
- 1993: Super Best
- 1994: 48 Originals
- 1994: Gaia
- 1998: Back With A Heart
- 2000: 'Tis The Season (with Vince Gill)
- 2002: (2)
- 2004: Indigo: Women Of Song
- 2005: Stronger Than Before
- 2006: Grace And Gratitude
- 2007: Christmas Wish
- 2008: A Celebration In Song